# A Galeotta
A Galeotta est un navire mixte appartenant à la compagnie française Corsica Linea. Construit entre 2020 et 2022 par les chantiers Visentini de Porto Viro, il constitue la première commande de navire neuf de l'armateur corse. Mis en service en janvier 2023 sur les liaisons reliant Marseille et la Corse, il est le premier navire de Corsica Linea, mais également le premier desservant l'île de beauté à être propulsé en partie au gaz naturel liquéfié (GNL).

## Historique

### Origines
À la fin des années 2010, la compagnie Corsica Linea exploite sur les liaisons de la délégation de service public entre Marseille et la Corse une flotte vieillissante qui, malgré des performances jugées satisfaisantes, tend à être dépassée par l'évolution positive du trafic, aussi bien fret que passager. Créée en 2016 dans le contexte de la reprise de la SNCM, placée en redressement judiciaire par le tribunal de commerce de Marseille, Corsica Linea avait hérité de la flotte de l'armateur historique après avoir racheté les parts de l'entreprise au groupe Rocca, repreneur initialement désigné par la justice. Composée à ce moment-là des cargos mixtes issus de la SNCM Jean Nicoli, Pascal Paoli, Paglia Orba et Monte d'Oro, la flotte exploitée à l'année sur la Corse n'a pas été renouvelée depuis 2009 et compte des navires relativement anciens et dotés pour certains d'une capacité ne permettant pas d'absorber efficacement la hausse du trafic. Fin 2017, au terme de plus d'un an d'exercice, les limites capacitaires des navires se font particulièrement ressentir, notamment pour le fret qui atteint un taux de remplissage de 90%. Cette saturation est également constatée pour les passagers qui ont été plus de 200 000 à emprunter les bateaux rouges et blancs durant la saison estivale. Victime de son succès, la compagnie va alors mettre en place des solutions transitoires. Tout d'abord, afin d'augmenter la capacité passagère en haute saison, Corsica Linea va employer le ferry gros porteur Danielle Casanova sur des traversées supplémentaires vers Ajaccio et Bastia à compter de l'été 2017. Le renfort du cruise-ferry ne permettant cependant pas de résoudre la problématique du transport de fret, l'armateur va alors avoir recours à l'affrètement avec l'entrée en flotte du cargo Vizzavona en juin 2018. Mais le contrat de délégation de service public dont Corsica Linea est bénéficiaire pour la desserte de la Corse ne permettra pas l'exploitation régulière de ce navire sur cet axe dans un premier temps. Indépendamment de ce cadre, une autre préoccupation va progressivement s'imposer au sein de la compagnie et fortement influencer sa stratégie de développement. Dans un contexte où de plus en plus d'armateurs à travers le monde décident de s'engager à réduire leur impact environnemental en marge de la convention MARPOL de 2020, Corsica Linea va prendre part au projet de transition énergétique en adoptant une série de mesures visant à rendre sa flotte moins polluante parmi lesquelles sont notamment prévues le branchement à quai des navires ainsi que l'installation d'épurateurs de fumées au niveau des cheminées. Mais ces mesures ne limitant que faiblement les émissions, la compagnie envisage alors de se tourner vers d'autres solutions plus concrètes. C'est ainsi que la direction va être séduite par la propulsion au gaz naturel liquéfié (GNL), beaucoup moins polluante que le fioul et qui permettrait de réduire de les émissions de CO2 de 25%, d'oxyde d'azote de 90% et de soufre de 99%. Ce type de carburant est déjà utilisé par quelques armateurs, notamment la compagnie Viking Line exploitant en mer Baltique le gigantesque cruise-ferry Viking Grace dont les moteurs sont en partie alimentés au GNL. L'adaptation de la flotte à ce type de carburant impliqueraient toutefois d'importantes modifications occasionnant des perturbations dans leur exploitation.
Face à ces différentes problématiques, la commande d'un navire neuf apparaît de plus en plus comme la solution la mieux adaptée, d'autant plus que ce projet a plusieurs fois été évoqué par le passé. En 2013, la SNCM envisageait un ambitieux programme très abouti de renouvellement de la flotte qui a dû cependant être abandonné en raison des difficultés qu'a rencontré l'armateur l'année suivante. Déjà à cette époque, les navires étaient prévus pour être alimentés au GNL. Malgré l'existence de ce projet antérieur portant sur la construction de quatre navires identiques d'une longueur de 180 mètres, un tonnage de 41 500 tonneaux et une capacité de 1 700 passagers et 2 200 mètres linéaires de roulage, Corsica Linea va finalement décider de développer son propre programme de renouvellement de sa flotte. Après avoir contracté un prêt bancaire au Crédit agricole en mai 2019, la compagnie entame des négociations avec plusieurs chantiers européens en vue de la réalisation d'un navire propulsé au GNL. Le choix se portera sur le constructeur italien Visentini. En plus de bénéficier d'une solide expérience dans la construction de navires mixtes, notamment ceux propulsés au GNL, ce chantier, situé à Porto Viro sur les rives du Pô du Levant, fonctionne d'une manière très originale en réalisant depuis la fin des années 1990 des séries de navires basés sur un seul et même modèle. Si la taille et la disposition des intérieurs est agencée selon le bon vouloir des armateurs, les navires arborent tous une apparence très similaire. Répartis en différents modèles tous préconçus par le cabinet italien Naos Design, les armateurs choisissent parmi ceux-ci la configuration la plus adaptée à leurs besoins. Soucieuse d'aligner une unité capacitaire et disposant d'un certain confort, Corsica Linea va opter pour le modèle P355. Avec une longueur de 206 mètres, un tonnage de 37 600 tonneaux, une capacité initiale de 650 passagers, 170 remorques et 150 véhicules ainsi que deux ponts consacrés aux passagers, il est alors le navire mixte le plus imposant mais aussi le plus abouti jamais conçu par Naos. Sa configuration tranche avec les autres navires habituellement construits par les chantiers Visentini qui sont en général davantage orientés vers le transport de fret que de passagers. Corsica Linea est par ailleurs le premier armateur à choisir ce modèle. Le contrat de construction est signé entre Corsica Linea et les chantiers Visentini le 25 juillet 2019. L'annonce officielle est faite quelques jours plus tard le 30 juillet, il s'agit là de la première commande de navire neuf passée par la compagnie corse.

### Construction
En attendant la libération de l'unique cale du chantier occupée par les précédentes commandes, la construction du navire débute avec la découpe des pièces en atelier. La mise sur cale a lieu le 2 septembre 2020 après le lancement du GNV Bridge. Au cours des mois suivants, les différents blocs constituant la nouvelle unité sont assemblés. Le 19 septembre 2021, le navire, paré des couleurs de Corsica Linea, est mis à l'eau et déplacé jusqu'au quai d'armement à l'aide de trois remorqueurs. Alors que les travaux de finition se poursuivent, la direction dévoile le 23 novembre le nom du navire mixte, celui-ci sera baptisé A Galeotta, référence au navire amiral de la flotte corse sous Pascal Paoli. Initialement annoncés pour le mois de mai 2022, ses premiers essais en mer sont finalement réalisés le 28 et le 29 août au large de Venise,,. Le navire rejoint ensuite Trieste dans la soirée puis passe en carénage le lendemain dans la forme des chantiers Fincantieri en vue des derniers travaux de finition. Il réalise par la suite deux autres séries d'essais en mer du 19 au 22 septembre, puis du 9 au 11 novembre, durant lesquels est notamment testée la propulsion au GNL. Stationné au terminal passager de Porto Marghera, A Galeotta est finalement réceptionné par Corsica Linea le 6 décembre 2022.

### Service
Le 9 décembre 2022, A Galeotta quitte Porto Marghera peu avant 14h sous les ordres des commandants Sillan et Quennepoix. Au terme de trois jours de navigation, le navire arrive pour la première fois à Marseille le 12 décembre en début d'après-midi. Salué à son arrivée par les autres unités de Corsica Linea présentes à ce moment-là et escorté par un bateau-pompe, il s'amarre au poste 48 à 14h38. Enregistré sous pavillon de complaisance chypriote le temps de son premier voyage, il est francisé et immatriculé à Ajaccio le 13 décembre.
Le 5 janvier 2023, A Galeotta touche pour la première fois la Corse en s'amarrant à 8h00 à Ajaccio, son port d'attache, sous grand pavois et escorté à l'arrivée par A Nepita. Le navire est alors officiellement inauguré en présence des dirigeants de Corsica Linea, de l'équipage ainsi que de responsables politiques et de partenaires au cours d'une cérémonie réunissant environ 600 personnes et durant laquelle le nouveau cargo est béni par l'évêque d'Ajaccio François-Xavier Bustillo et baptisé par sa marraine association Inseme Laetitia Cucchi, présidente de l'association Inseme,. Après avoir appareillé de la cité impériale dans la soirée, le navire regagne Marseille le lendemain où il reçoit là aussi la visite d'acteurs du milieu maritime ainsi que de personnalités politiques dont le maire de la cité phocéenne Benoît Payan, la présidente du département des Bouches-du-Rhône Martine Vassal et le ministre des Transports Clément Beaune qui remet notamment l'insigne de chevalier du mérite maritime au commandant Sillan. Quelques jours plus tard, le 10 janvier, A Galeotta quitte Marseille aux environs de 18h30 pour sa première traversée commerciale à destination de Bastia. Initialement, le départ pour son voyage inaugural vers Ajaccio devait avoir lieu le 8 janvier mais a finalement été reporté en raison de conditions météorologiques défavorables.

## Aménagements
A Galeotta possède 8 ponts. Si le navire s'étend en réalité sur 10 ponts, deux d'entre eux sont inexistants au niveau des garages pour lui permettre de transporter du fret et un car-deck à l'avant du garage supérieur est compté comme un prolongement du pont 4. Les locaux des passagers occupent la totalité des ponts 5 et 6 tandis que l'équipage est logé sur le pont 7. Les ponts 1, 2, 3 et 4 abritent quant à eux les garages.

### Locaux communs
Les parties communes d’A Galeotta sont toutes situées sur le pont 5. Le navire est équipé d'un restaurant à la carte et d'un point de restauration rapide, d'un vaste bar-salon central ainsi que d'un bar extérieur.

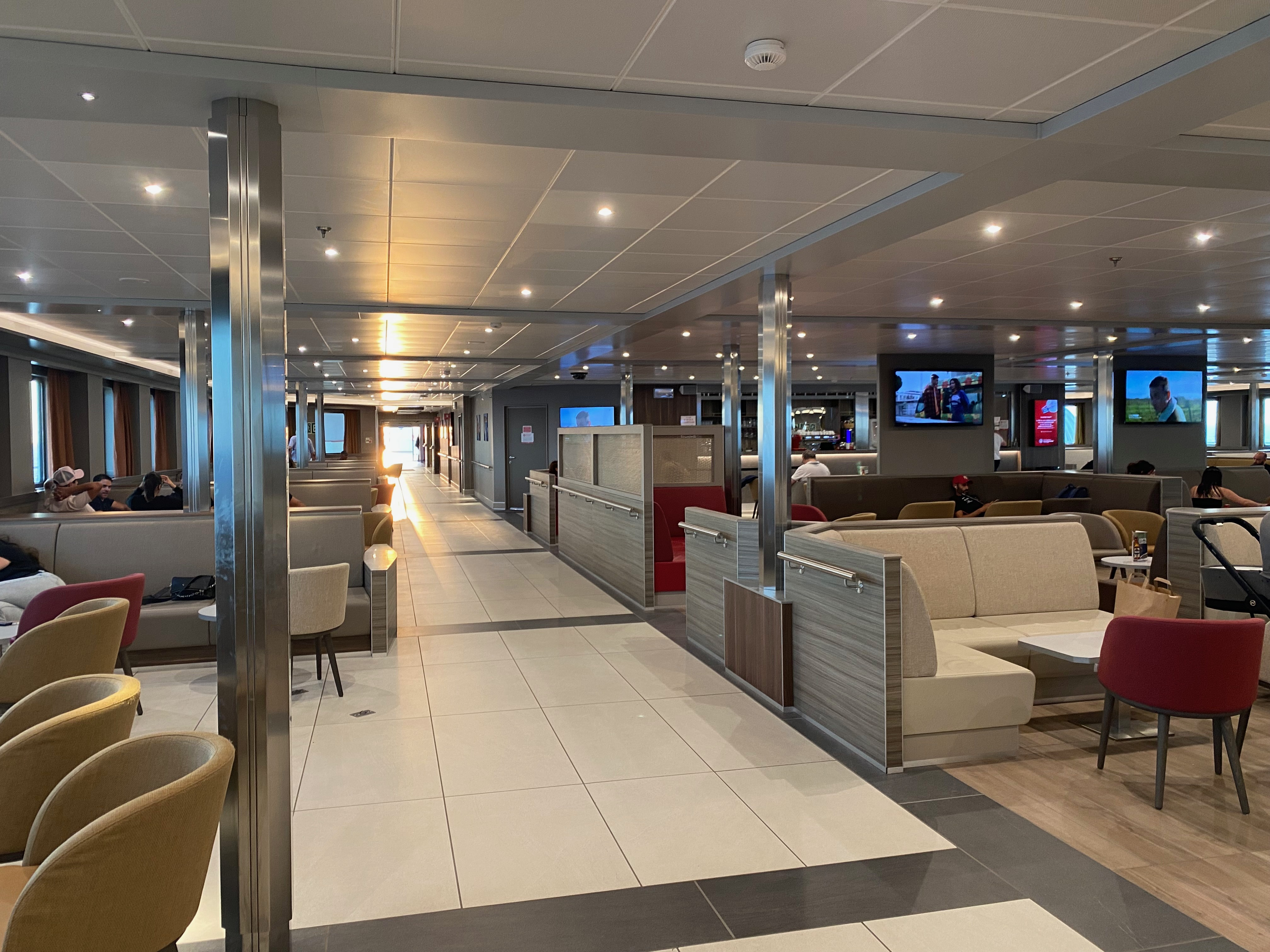
Le bar principal, situé au milieu du pont 5.
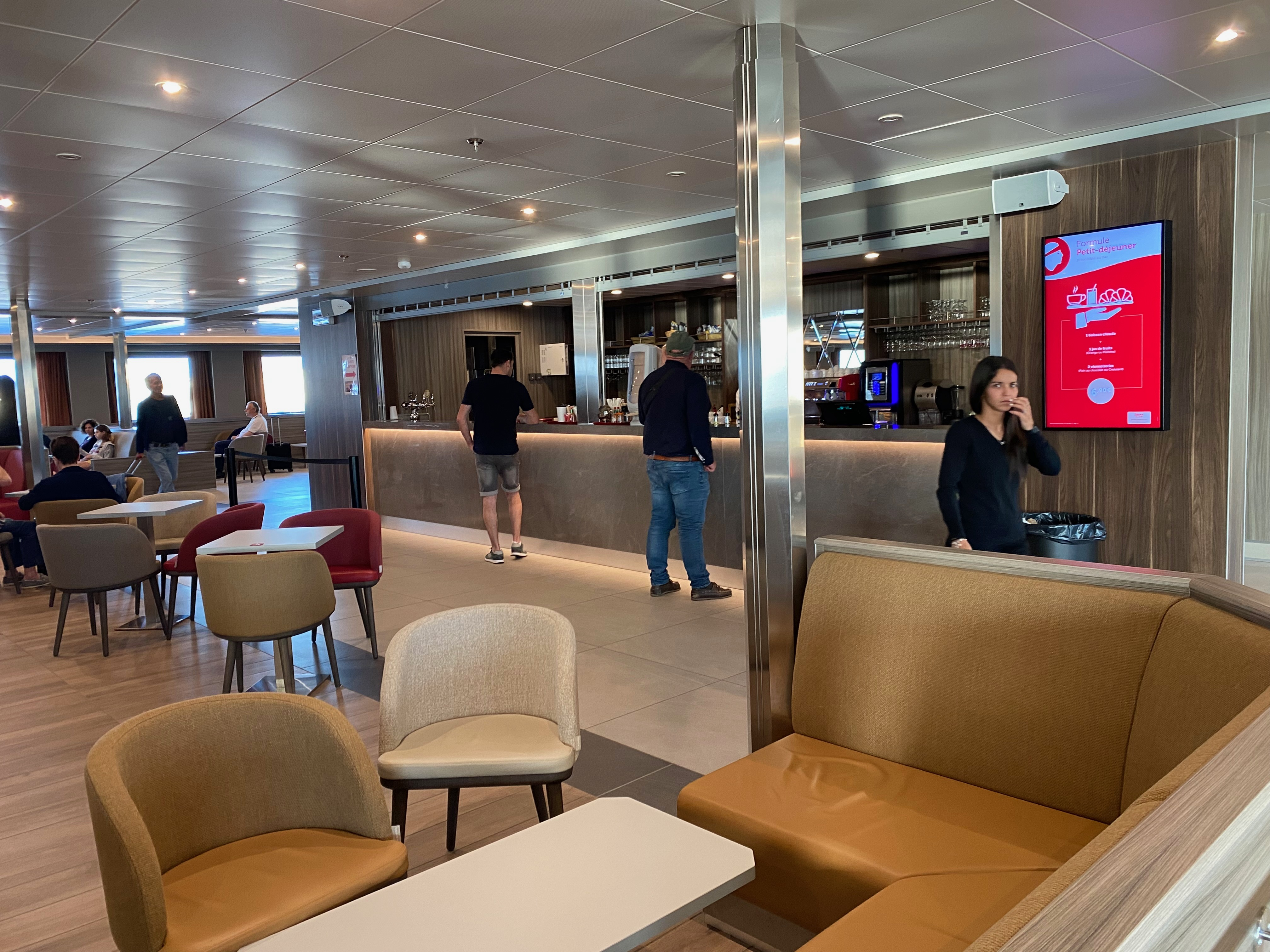
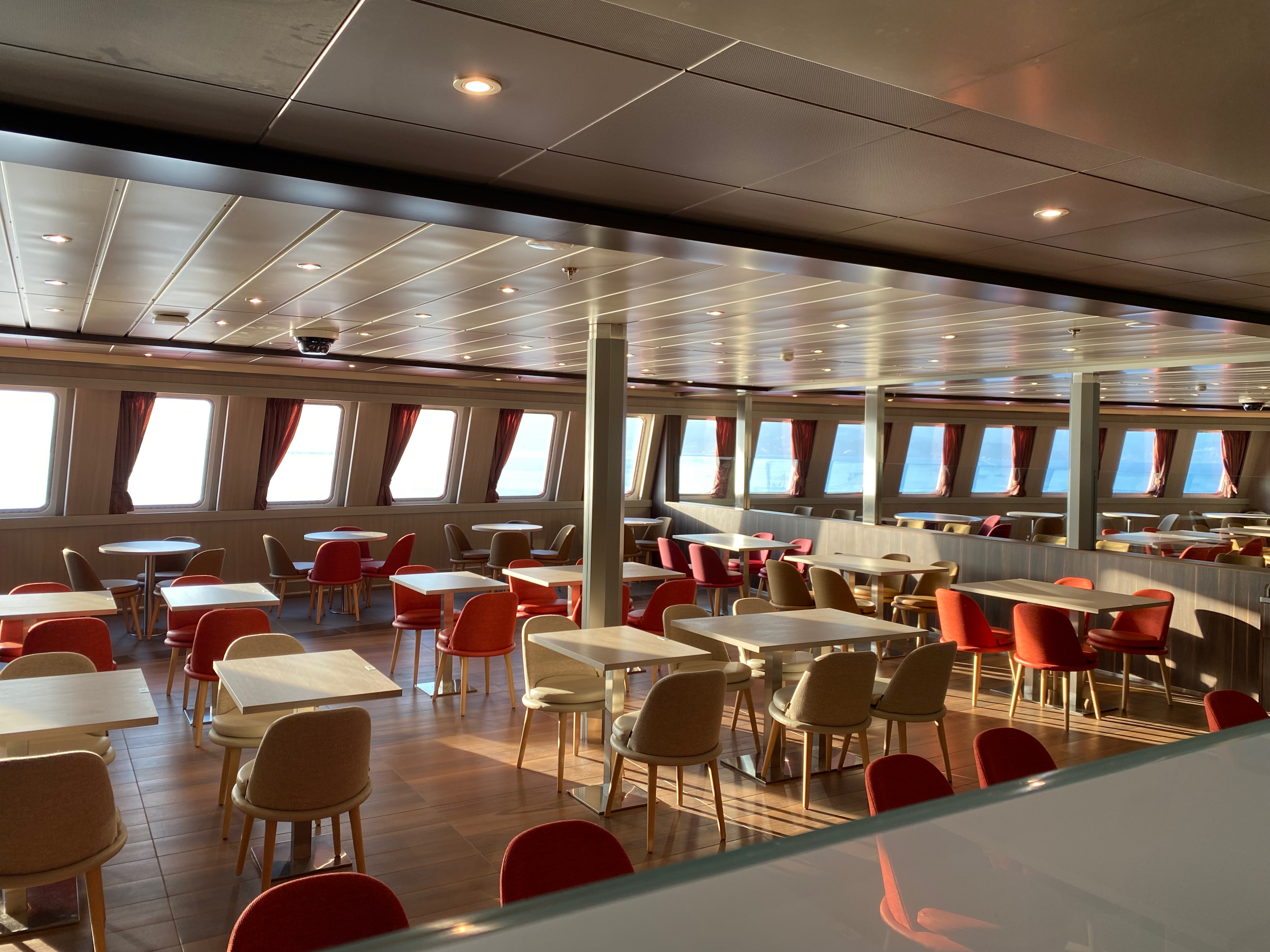
Restaurant situé sur le pont 5 à l'avant du navire.
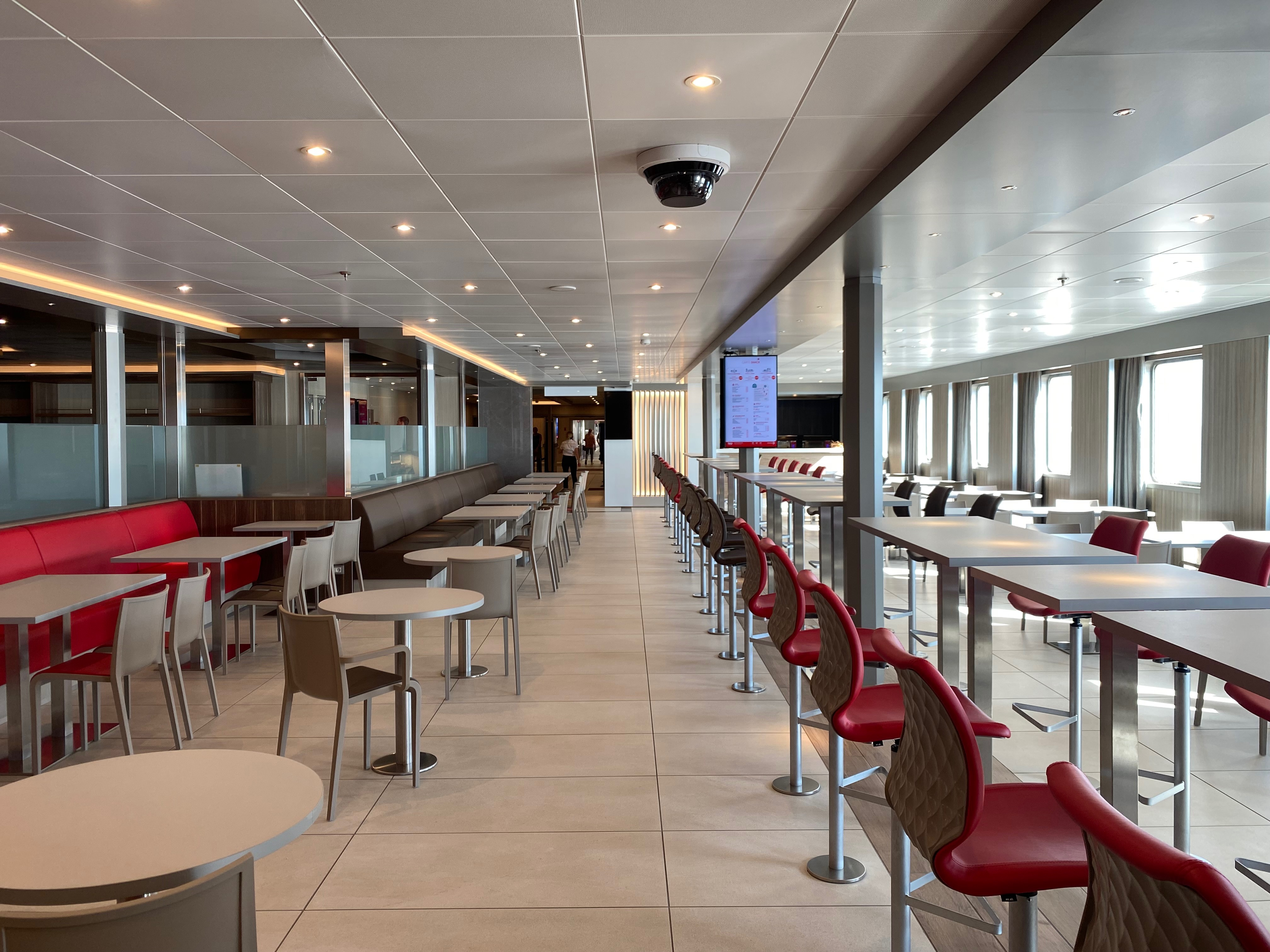
Snack situé sur le pont 5, non loin du restaurant.
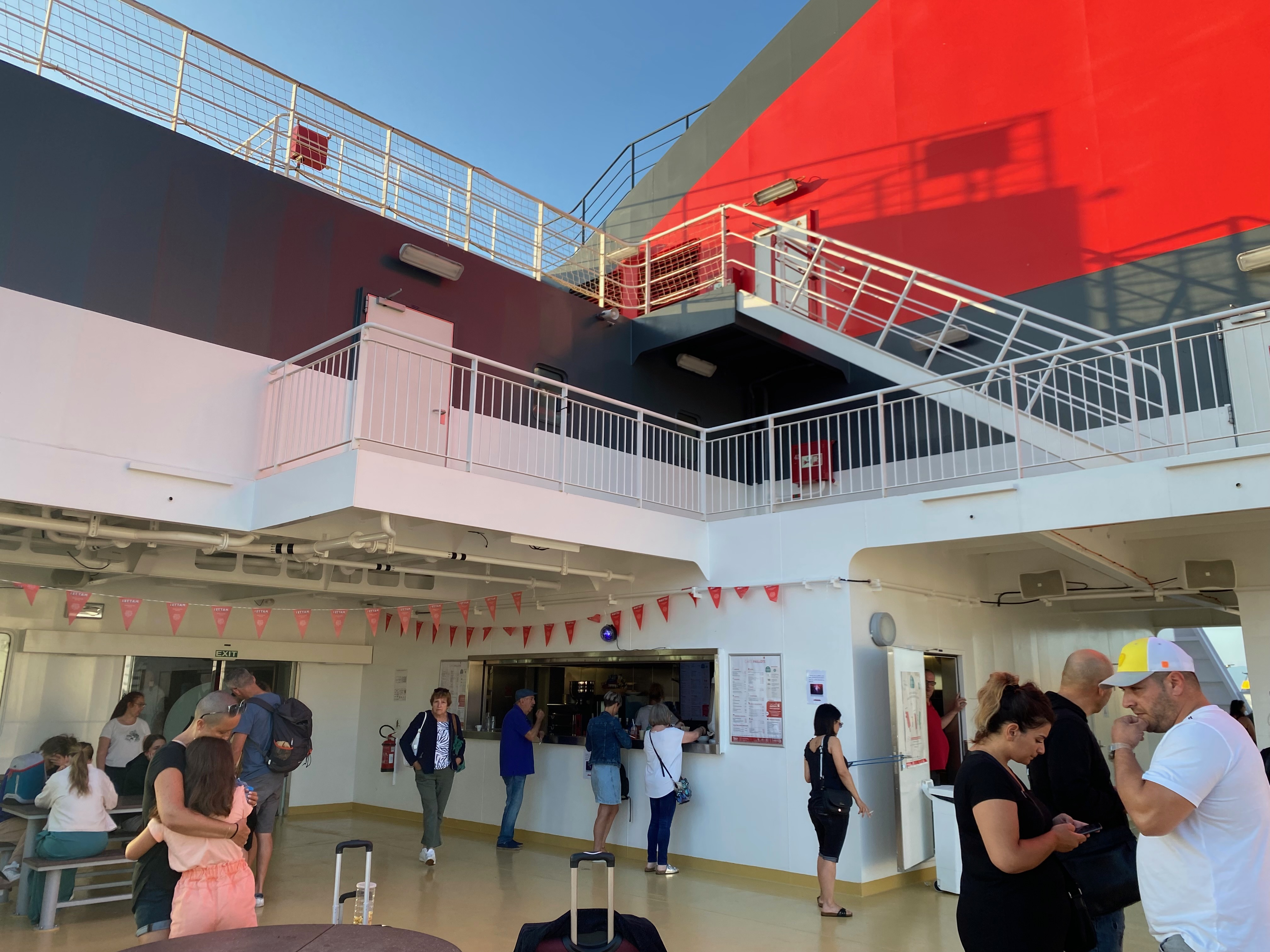
Paillote située sur le pont 5, à l'arrière.

### Cabines
A Galeotta dispose de 220 cabines privatives situées majoritairement sur le pont 6 ainsi que sur une petite partie du pont 7 et dont la plupart est équipée de quatre couchettes. Parmi ces cabines, six d'entre elles sont des suites pouvant accueillir jusqu'à cinq personnes, quatre sont équipées d'un lit double et six autres sont accessibles aux personnes à mobilité réduite. Toutes les cabines sont équipées de sanitaires. En complément de ces installations, le navire propose également 83 places en fauteuil Pullman.

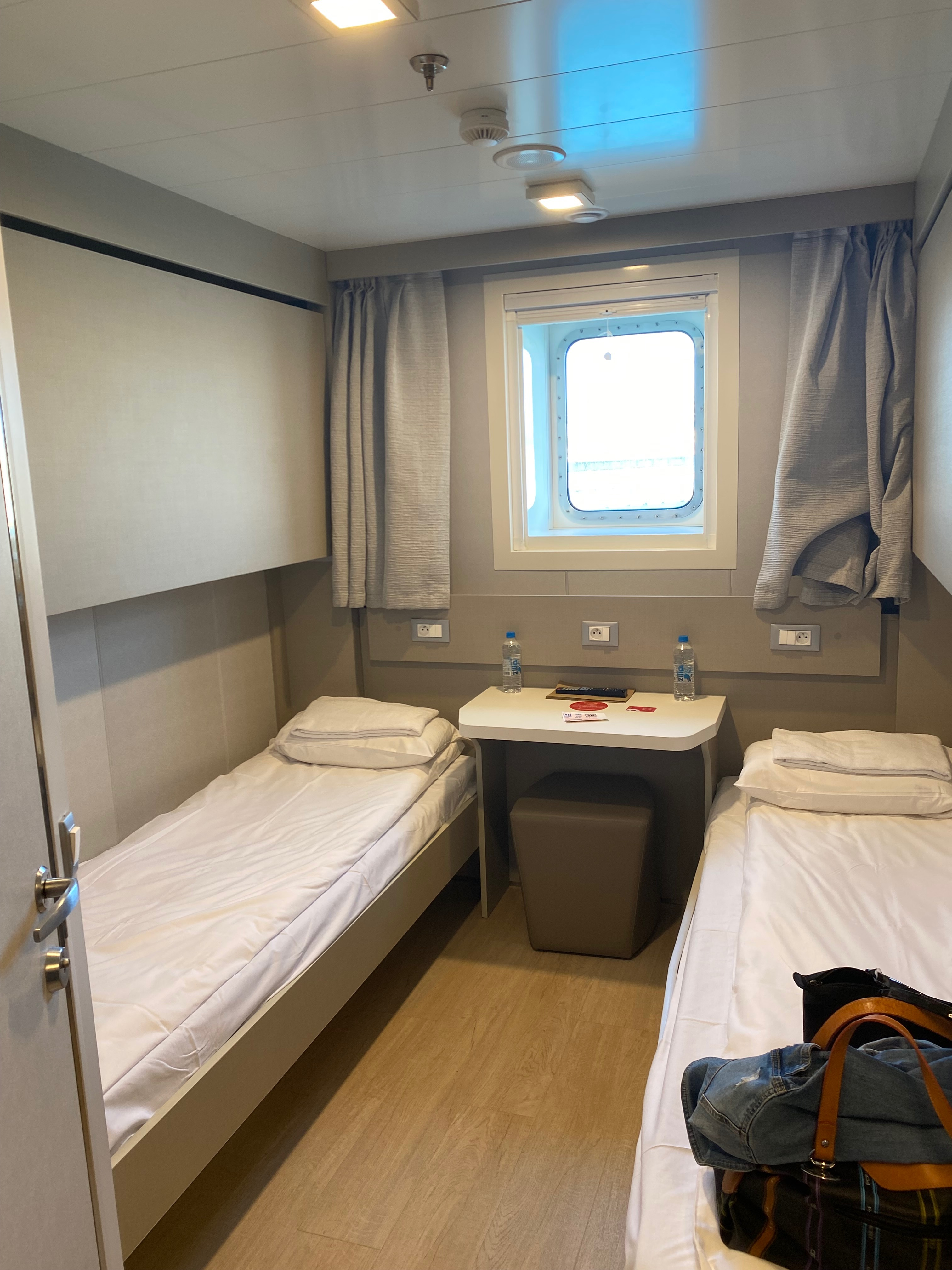
Cabine extérieure stdandard à quatre couchettes sur le pont 6.
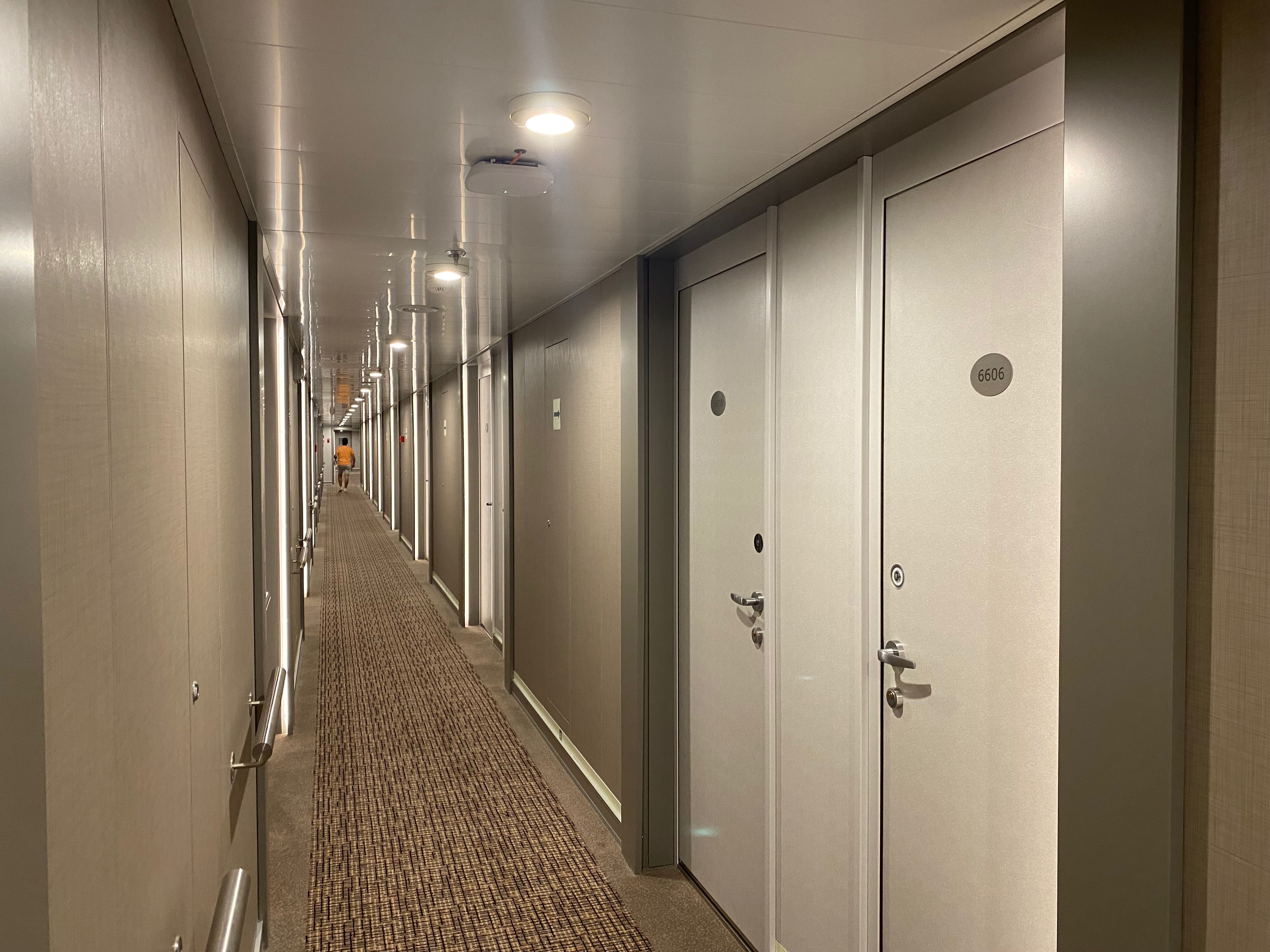
Coursives des cabines du pont 6.

## Caractéristiques
A Galeotta mesure 206,60 mètres de long pour 28,20 mètres de large, son tirant d'eau est de 6,70 mètres et sa jauge brute est de 38 282 UMS. Le navire peut embarquer jusqu'à 930 passagers et est pourvu d'un garage de 2 560 mètres linéaires pouvant contenir 170 remorques et 150 véhicules réparties sur 3 niveaux. L'embarquement se fait au moyen d'une porte-rampe arrière donnant simultanément accès au garage principal et supérieur. La propulsion d’A Galeotta est assurée par deux moteurs dual fuel Wärtsilä 12V50DF, en partie alimentés au gaz naturel liquéfié, développant une capacité de 23 400 kW entraînant deux hélices à pas variable faisant filer le bâtiment à plus de 22 nœuds. Le navire mixte est aussi doté de deux propulseurs d'étrave et de stabilisateurs anti-roulis à ailerons repliables. Il est pourvu de deux embarcations de sauvetage fermées de grande taille pouvant embarquer 150 personnes chacune, complétées par des embarcations semi-rigides ainsi que de 10 radeaux de sauvetage pouvant embarquer 101 personnes chacun.

## Lignes desservies
A Galeotta est affecté toute l'année aux liaisons de Corsica Linea entre Marseille et la Corse dans le cadre de la délégation de service public (DSP). Le navire est ainsi principalement positionné sur la desserte de Bastia en traversée de nuit et assure également des rotations sur Ajaccio durant les week-ends.